# Воробьёв, Константин Иванович
Константин Иванович Воробьёв (1920—2003) — капитан 1-го ранга Военно-морского флота СССР, участник Великой Отечественной войны, Герой Советского Союза (1944).

## Биография
Родился 12 июня 1920 года в Петрограде в семье служащего. Окончил неполную среднюю школу. В 1938 году он был призван на службу в Рабоче-крестьянский Красный Флот. В 1941 году окончил Каспийское высшее военно-морское училище. С первых дней Великой Отечественной войны — на её фронтах. Участвовал в оккупации Ирана, битве за Москву, боях под Старой Руссой, Сталинградской битве. В ходе последней впервые применил реактивную установку залпового огня «катюша», установленную на бронекатере «БКА-33», которым он командовал.
В сентябре 1943 года перед Керченско-Эльтигенской операцией добыл ценные сведения о противника, а в ноябре, уже в ходе непосредственно самой операции, высадил на Керченский полуостров две штурмовые группы и в течение четырёх суток обеспечивал их всем необходимым.
Указом Президиума Верховного Совета СССР «О присвоении звания Героя Советского Союза офицерскому, старшинскому и рядовому составу Военно-Морского флота» от 22 января 1944 года за «форсирование Керченского пролива, высадку десантных войск и переброску техники на Керченский полуостров и проявленные при этом отвагу и геройство» был удостоен высокого звания Героя Советского Союза с вручением ордена Ленина и медали «Золотая Звезда» за номером 3225.
С августа 1944 года воевал в составе Дунайской военной флотилии, в которой командовал сначала бронекатером, а затем отрядом бронекатеров. Принимал участие в освобождении Румынии, Болгарии, Югославии, Венгрии, Чехословакии, Австрии. В последние дни войны получил тяжёлое ранение.
С сентября 1946 года продолжил службу в Дунайской флотилии. В 1949 году он окончил Высшие специальные офицерские классы ВМФ, в 1955 году — гидрографический факультет Военно-морской академии. С 1956 года был старшим офицером Управления боевой подготовки Черноморского флота. В 1957—1976 годах он служил в Военно-морской академии, прошёл путь от старшего научного сотрудника до заместителя начальника специального факультета. В 1976 году был уволен в запас в звании капитана 1-го ранга.
Проживал в Ленинграде. Умер 25 июля 2003 года, похоронен на Ковалёвском кладбище во Всеволожском районе Ленинградской области.
Был также награждён двумя орденами Красного Знамени, орденом Отечественной войны 1-й степени, двумя орденами Красной Звезды, орденом «За службу Родине в Вооружённых Силах СССР» 3-й степени, медалями, а также наградами Болгарии, Венгрии, Румынии, Югославии, Чехословакии.